# Allocasuarina corniculata
Allocasuarina corniculata är en tvåhjärtbladig växtart som först beskrevs av Ferdinand von Mueller, och fick sitt nu gällande namn av Lawrence Alexander Sidney Johnson. Allocasuarina corniculata ingår i släktet Allocasuarina och familjen Casuarinaceae. Inga underarter finns listade i Catalogue of Life.